# 田崎橋停留場

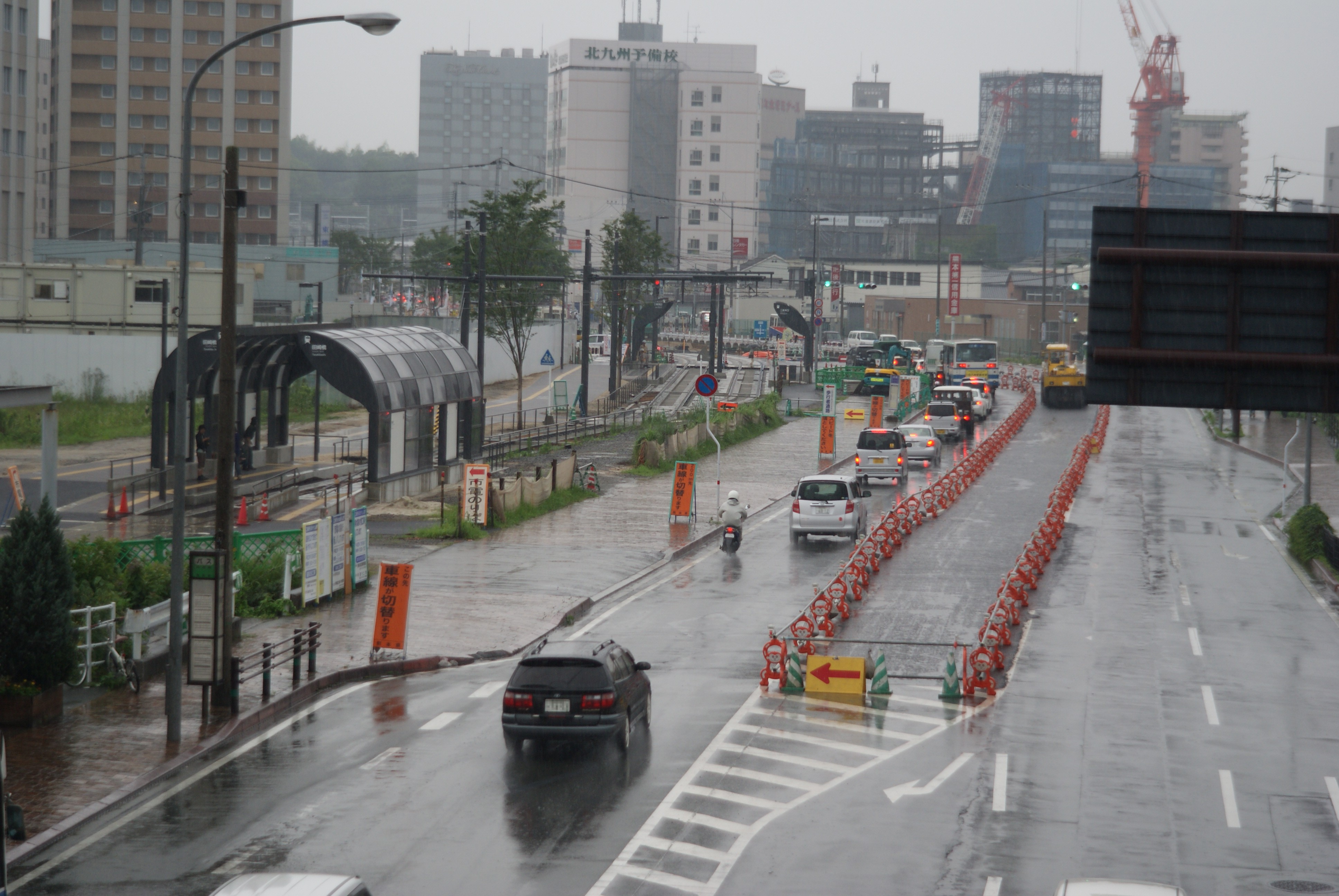
現時電車站遠景、舊電車站遺址（2010年6月22日）

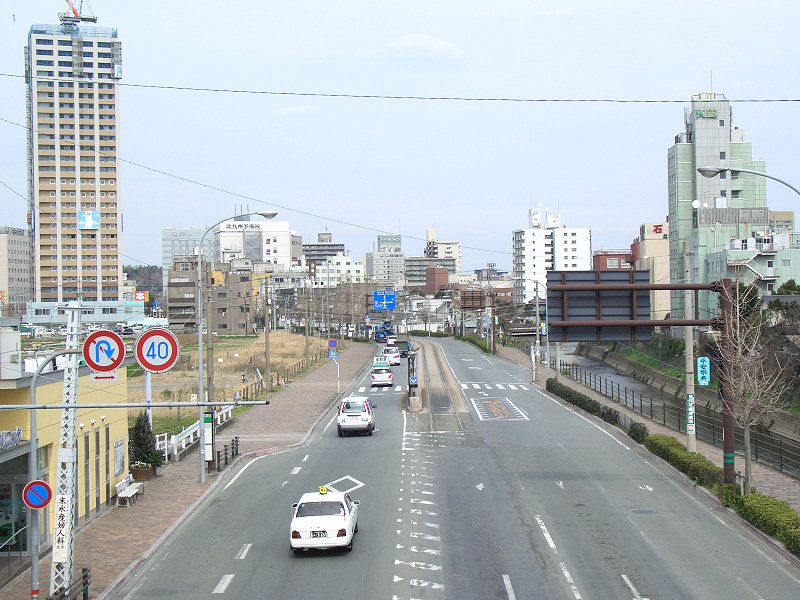
舊電車站（2006年8月31日）

田崎橋停留場（日语：／ Tasakibashi teiryūjō */?），又稱田崎橋電車站，是位於熊本縣熊本市西區春日二丁目，熊本市交通局（熊本市電）田崎線的電車站。車站編號為1。A系統停靠此站。
田崎橋位於此電車站以南50米處。曾經此電車站至二本木口電車站之間整段為熊本市電唯一單線區間，在2010年遷移電車站後，單線區間只剩下電車站前100米路段。

## 歷史
- 1959年（昭和34年）12月24日 - 電車站啟用。
- 1964年（昭和39年）9月15日 - 電車站遷移。
- 1971年（昭和46年）4月 - 電車站再度遷移。
- 2010年（平成22年）4月26日 - 電車站再三遷移，這次遷移至綠化區間中。

## 電車站構造
在2010年4月25日前，此電車站設有1面1線的單式低地台月台，前往田崎橋的電車會開啟右邊車門。在翌日起，電車站遷移至路邊並把附近的路軌進行綠化。現時電車站設有2面1線的相對式低地台月台。

### 運行系統
此電車站是田崎線電車站之一。■A系統會駛入此站。
| 月台 | 路線   | 上下行 | 方向                                   | 備註                                           |
| ---- | ------ | ------ | -------------------------------------- | ---------------------------------------------- |
| 東邊 | ■A系統 | -      | -                                      | 下車專用月台                                   |
| 西邊 | ■A系統 | 下行   | 辛島町、通町筋、水前寺公園、健軍町方向 | 上熊本方向於辛島町電車站轉乘■B系統（上熊本線） |

## 使用狀況
| 1日上下車人次變化 | 1日上下車人次變化 |
| 年度              | 1日平均人次       |
| ----------------- | ----------------- |
| 2011年            | 758               |
| 2012年            | 490               |
| 2013年            | 477               |
| 2014年            | 612               |
| 2015年            | 979               |

## 電車站周邊
- 熊本地方合同廳舍（九州農政局、九州財務局、九州綜合通信局（日语：九州総合通信局）、熊本勞動局（日语：熊本労働局）、熊本地方氣象台）
- Super Kid熊本駅前店
- 田崎本町郵局
- 肥後銀行事務中心
- 熊本市立古町小學（日语：熊本市立古町小学校）
- 熊本市立古町幼稚園
- 坪井川（日语：坪井川_(熊本県)）
- 白川（日语：白川_(熊本県)）

以下設施位於此電車站以西10〜15分鐘步程。
- 熊本地方批發市場（通稱：田崎市場）
- 肥後銀行熊本市場分店
- 熊本銀行（日语：熊本銀行）田崎分店
- 熊本第一信用金庫（日语：熊本第一信用金庫）田崎分店
- 熊本縣信用組合（日语：熊本県信用組合）田崎分店
- 龜井控股公司（日语：カメイホールディングス）總部
- 平井（日语：ヒライ (食品製造)）總部
- 田崎三陽汽車學校（日语：田崎三陽自動車学校）
- AEON Town田崎（日语：イオンタウン田崎）

## 巴士路線
田崎橋巴士站和二本木口巴士站
- 熊本都市巴士（日语：熊本都市バス） - 西1（小峯線前往蓮台寺）、味4（小峯線前往小峯方向）・味5（小峯線前往東稜高校（日语：熊本県立東稜高等学校））、西2（Aqua Dome線）、西3（經熊本站流通團地線）、站3系統和站4系統（中央環狀線）
- 產交巴士（日语：九州産交バス） - 東4·5、縣14·18、鹿4·5·6·8、子1·7·14、京3·4·5·6·7·8、西4～18、野3～7·9·10系統、阿蘇熊本機場直達班次（毎日晚間行走，只可乘車）、熊本站直達班次（從渡鹿四丁目出發或從運輸分局（日语：熊本運輸支局）入口出發，只於平日早上繁忙時間行走，只可下車）

櫻町巴士總站方向的乘客可使用二本木口巴士站。

## 相鄰電車站
熊本市交通局
■A系統（田崎線）
田崎橋（1）－二本木口（2）

## 注腳
1. ↑  国土数値情報(駅別乗降客数データ)  （页面存档备份，存于）（日語） - 國土交通省，2018年3月27日參閲

## 外部連結
- 熊本市交通局 （页面存档备份，存于）（日語）